# Suore di Maria Immacolata (Krishnagar)
Le Suore di Maria Immacolata (in inglese Sisters of Mary Immaculate; sigla S.M.I.) sono un istituto religioso femminile di diritto pontificio.

## Storia
La congregazione, detta in origine delle "catechiste di Maria Immacolata, Aiuto dei cristiani", fu eretta nel 1949 dal missionario salesiano Louis La Ravoire Morrow, vescovo di Krishnagar, che l'8 dicembre 1950 ne approvò le costituzioni.
L'istituto divenne di diritto pontificio nel giugno 1966.

## Attività e diffusione
Le suore si dedicano principalmente all'evangelizzazione e all'istruzione catechistica delle donne, ma anche a opere di assistenza sociale, educazione della gioventù, assistenza ospedaliera e apostolato parrocchiale.
Oltre che in India, sono presenti in Germania, Italia, Kenya, Stati Uniti d'America e Tanzania; la sede generalizia è a Krishnagar.
Alla fine del 2015 l'istituto contava 673 religiose in 86 case.